# Atropates
Atropates foi um sogro de Pérdicas, que tornou-se sátrapa da Média Menor, território que seria chamado de Média Atropatene.
Quando houve a partilha da Babilônia, após a morte de Alexandre, o Grande, Atropates, sogro de Pérdicas, recebeu a Média Menor, enquanto que Filo (Philon) da Ilíria recebeu a Média Maior.
Atropates impediu que seu território fizesse parte dos reinos dos macedônios, e foi, por isso, chamado de Média Atropatene. Atropates declarou-se rei, mantendo a independência do reino, que durou, segundo Estrabão, até seus dias; seus sucessores aliaram-se, por casamento, aos reis da Armênia, Síria e Pártia.